# Pseudohemiculter dispar
Pseudohemiculter dispar is een  straalvinnige vissensoort uit de familie van karpers (Cyprinidae). De wetenschappelijke naam van de soort is voor het eerst geldig gepubliceerd in 1881 door Peters.
De soort staat op de Rode Lijst van de IUCN als Kwetsbaar, beoordelingsjaar 2007. De omvang van de populatie is volgens de IUCN dalend.